# Schaltknochen

Wormsche Knochen (in Gelb) gehören zu den Schaltknochen

Schaltknochen, veraltet auch Zwickelbeine genannt, entstehen durch das Auftreten ungewöhnlicher, am normalen Schädel nicht vorhandener Knochennähte oder dadurch, dass beim Erwachsenen Knochennähte erhalten bleiben, die sonst nur beim Fötus oder in den ersten Lebensjahren vorhanden sind. Schaltknochen werden zu den Akzessorischen Knochen gezählt.
Schaltknochen sind klinisch ohne Bedeutung. Sie sind weder eine Behinderung noch eine Fehlbildung, sondern eine anatomische Variation.

## Beispiele

### Inkabein (Os incae)
Ein Beispiel für einen Schaltknochen ist das Inkabein (Os incae). Der vordere Fontanellknochen (Os bregmaticum) ist der die Stelle der großen Fontanelle einnehmende Schaltknochen von viereckiger, trapezförmiger, runder, ovaler, P-ähnlicher oder biskuitförmiger Gestalt.

### Wormsche Knochen (Ossa wormiana)
Wormsche Knochen (Ossa wormiana) sind kleinere Schaltknochen, die sich zwischen zwei Schädelknochen einschieben, ohne den Verlauf der Schädelnähte und die Gesamtform des Schädels wesentlich zu beeinflussen.

### Jochbogen (Os japonicum)
Der durch eine besondere Knochennaht in zwei Teile gespaltene Jochbogen (Arcus zygomaticus) heißt, weil diese Bildung bei Japanern häufiger vorkommt, Os japonicum (‚japanisches Bein‘). Etwa 2,2 % der weiblichen und etwa 1,7 % der männlichen Bevölkerung Anatoliens haben ein Os japonicum. Diese Werte entsprechen etwa den Werten der Bevölkerung auf der japanischen Hauptinsel und anderer ostasiatischer Länder.